# ستيفن ليم
ستيفن ليم هو دراج ماليزي، ولد في 18 أكتوبر 1942.

## وصلات خارجية
- ستيفن ليم على موقع أوليمبيديا (الإنجليزية)